# Brausenwerther Brücke
Die Brausenwerther Brücke ist eine Straßenbrücke mit neun Fahrstreifen über die Wupper im Wuppertaler Stadtteil Elberfeld. Sie verbindet die Morianstraße nördlich der Wupper mit dem südlichen linken Flussufer mit der Bundesstraße 7 (B 7) an der Hauptverkehrskreuzung Döppersberg. Die stark befahrene Brücke ist in die Straßenbenennung Morianstraße mit einbezogen.
Eine erste Brückenkonstruktion aus Holz gab es schon 1771 an dieser Stelle. 1815 wurde sie durch eine Steinbrücke ersetzt, die wiederum 1867 durch eine Eisenbrücke namens „Thomashofer Brücke“ ersetzt wurde. Als einfeldrige Spannbetonkonstruktion mit flach gegründeten Widerlagern wurde die heutige Brücke 1960 im Zuge des Ausbaus der B 7 gebaut.
Wegen Baufälligkeit durch die starke Beanspruchung wurde sie 2008 in sechs Bauphasen saniert. Im November 2007 wurden die Kosten dazu auf 348.000 Euro kalkuliert. Die letzte größere Sanierung erfolgte im Jahr 1987.